# Jan Seger
Jan Seger (21. února 1938 – 9. prosince 2022) byl český akademik, děkan Fakulty informatiky a statistiky VŠE a rektor VŠE.
Po absolvování VŠE v roce 1961 odešel jako programátor do praxe. Na VŠE se vrátil v roce 1963, začal pracovat na katedře statistiky, kde pracuje doposud. Po revoluci v roce 1989 se stává nejprve proděkanem pro pedagogiku na Fakultě statistiky a informatiky, později prorektorem pro pedagogiku na VŠE. V letech 1994–2000 působil na VŠE jako rektor. V letech 2006–2010 byl ve funkci děkana fakulty informatiky a statistiky.
V odborné oblasti se zaměřoval především analýzou časových řad a konstrukcí krátkodobých extrapolačních prognóz.
„Největší výzvou po všech těch letech pro mne bylo učit statistiku bez matematiky. Za to vám děkuji.“ (O oboru Arts management)
Dne 24. dubna 2014 získal jako druhý oceněný za dlouholetou pedagogickou a výzkumnou činnost Cenu předsedkyně ČSÚ.

## Vzdělání a akademické pozice
- 1961 – Ing.
- 1968 – kandidát věd
- 1975 – docent
- 1992 – profesor